# Inveni portum

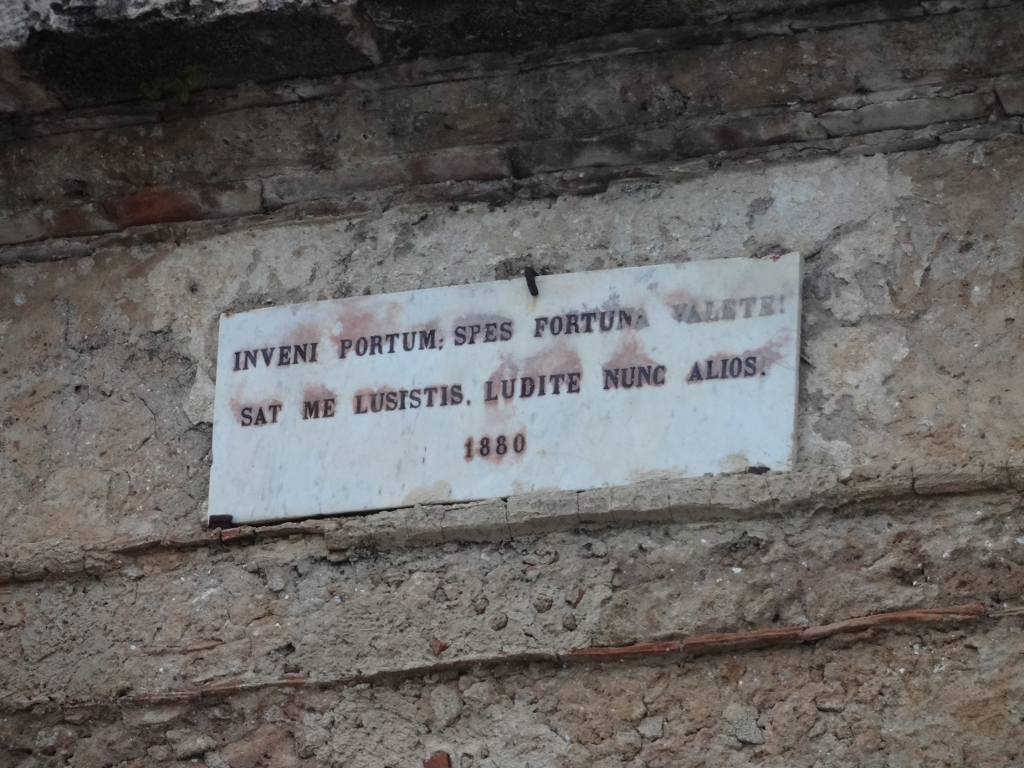
Una variante latina all'ingresso di Palazzo De Angelis a San Marco di Castellabate

Inveni portum..., «ho trovato il porto» (da intendersi come metafora di rifugio o approdo esistenziale) è l'incipit di una celebre locuzione latina espressa nella forma metrica del distico elegiaco.
La locuzione originale, tuttavia, proviene da una fonte epigrammatica in lingua greca, anch'essa in forma metrica, il cui autore rimane tuttora ignoto, nonostante nel tempo vi siano stati alcuni tentativi di attribuzione.
L'epitafio ha ottenuto nei secoli numerose menzioni, in letteratura o in iscrizioni epigrafiche, fino ad almeno il Novecento, a testimonianza della notevole e duratura fortuna letteraria di cui esso ha goduto.

## Testo latino
Il testo completo del distico latino, salvo alcune varianti, è pressappoco il seguente:

## Originale e rielaborazioni greche
I due versi della locuzione latina non sono originali, bensì il frutto della latinizzazione e dell'adattamento di un epitaffio greco, di autore sconosciuto, conservato nell'Antologia Palatina
(Anth. Pal., IX.49)
Una singolare ripresa di questi stessi versi si registra in altro luogo dell'Antologia Palatina, in cui il tema dell'epigramma viene stavolta rielaborato attraverso un curioso sviluppo su otto esametri: il primo di essi conserva quasi intatto l'incipit dell'epigramma originale (salvo una variante lessicale), mentre, fra i rimanenti esametri, sono il secondo e il settimo ad attenersi in modo più fedele al significato letterale del secondo verso dell'epitaffio originale:
(Anth. Pal., IX.134)
L'icastico tema dell'epitaffio non lasciò indifferente la vena amara e disincantata dell'epigrammista tardo-antico Pallada di Alessandria che, nel V secolo d.C., così se ne serviva:
(Anth. Pal., IX.172)

## Testimonianze epigrafiche latine
La fortuna dell'epigramma si riflette nelle numerose testimonianze tramandate dall'epigrafia latina, sparse su un vasto territorio dell'impero romano.
Un esempio è in un'iscrizione da Pesaro, nella Regio VI Umbria.
(CIL XI, 6435)
Un altro esempio è dato dall'iscrizione sull'incompiuta pietra sepolcrale di tale Lucio Annio Ottavio Valeriano, rinvenuta nel 1828 a Casal Rotondo, sulla Via Appia antica, e conservata al Museo Gregoriano Lateranense (n. Inv. 10536). Si tratta peraltro dell'unica testimonianza proveniente dalla capitale dell'impero:
(CIL VI, 11743)
È sorprendente scoprirne un'imitazione proveniente dalla remota città di Romula-Malva nella distante provincia romana di Dacia: una tavoletta di argilla, risalente al periodo a cavallo tra il II e III secolo (171– 230 d.C.), riproduce l'epitaffio del già citato Lucio Annio Ottavio Valeriano, ripetendone perfino il nome. Gli errori nel testo (gpes e vovi(s)cum) rivelano, in colui che l'ha inciso, una conoscenza approssimativa della lingua latina, o quantomeno della sua ortografia:
(AE 1980, 00767)
L'aver trovato, a distanza così remota, l'incredibile coincidenza del nome e del testo, con quest'ultimo che se ne distacca solo per i due refusi, ha fatto supporre che, in entrambi i casi, ci si trovi di fronte allo stesso Annio Ottavio Valeriano a cui era destinato il sarcofago incompiuto di Casal Rotondo. Egli, giunto in Dacia, forse per commercio, potrebbe aver dettato l'epitaffio in un momento critico in cui avvertì l'inatteso sopraggiungere della morte mentre si trovava in quel paese lontano. L'ipotesi della morte improvvisa in Dacia darebbe anche conto del sarcofago lasciato incompiuto a Casal Rotondo, a lui destinato.

## Fortune letterarie in epoca moderna

### Umanesimo rinascimentale
Frequenti menzioni latine si incontrano tra gli umanisti del XV e XVI secolo, che rimandano tutte a più antiche fonti latine, ma non a fonti greche.

#### Robert Burton e Francesco Pucci
Robert Burton, ad esempio, nella sua Anatomia della melancolia cita e traslittera in inglese la versione latinizzata dell'epitaffio, che egli erroneamente attribuisce a Prudentius, poeta della tarda latinità, vissuto tra il IV e IV secolo d.C. Nella traduzione di Burton l'epitaffio suona così:
(Robert Burton The Anatomy of Melancholy)
Burton stesso ci informa che l'epitaffio è riportato sulla tomba di Francesco Pucci nella Chiesa di Sant'Onofrio al Gianicolo in Roma.

#### Janus Pannonius, William Lilye e Tommaso Moro
Ma prima ancora di Pucci e Burton, l'epigramma è già riportato nell'opera poetica di Janus Pannonius (1434 - 1472), umanista croato del XV secolo, i cui lavori furono pubblicati, con notevole fortuna, a partire dagli esordi del XVI secolo.
Nella stessa forma appare in William Lily (ca. 1468 – 25 febbraio 1522) grammatico della lingua latina e, in forma leggermente diversa, in Tommaso Moro, che di Lily era sodale: le due versioni sono presente nella miscellanea di versi, di entrambi i due amici, pubblicata nel 1518 con il titolo di Progymnasmata Thomae Mori et Guilielmi Lylii Sodalium).
(William Lily)
(Tommaso Moro, De contemptu Fortunae)

#### Luigi Alamanni

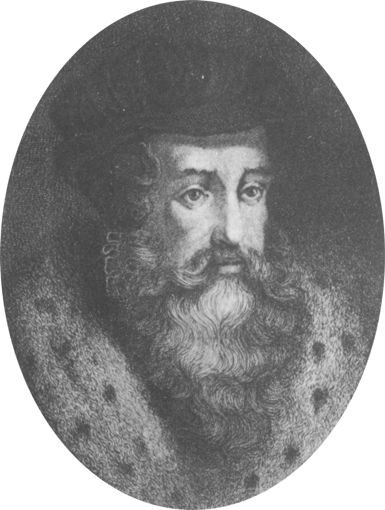
Luigi Alamanni (1495-1556)

Ne esiste sicuramente una versione italiana, l'unica peraltro che si conosca, quella dell'umanista Luigi Alamanni (1495 – 1556) in forma di due endecasillabi a rima baciata:
(Luigi Alamanni, Rime)
Giuseppe Fumagalli dà della volgarizzazione di Alamanni una versione leggermente diversa:
(Giuseppe Fumagalli, Chi l'ha detto?: tesoro di citazioni italiane e straniere)

### XVIII secolo

#### LeMemoiresdi Casanova

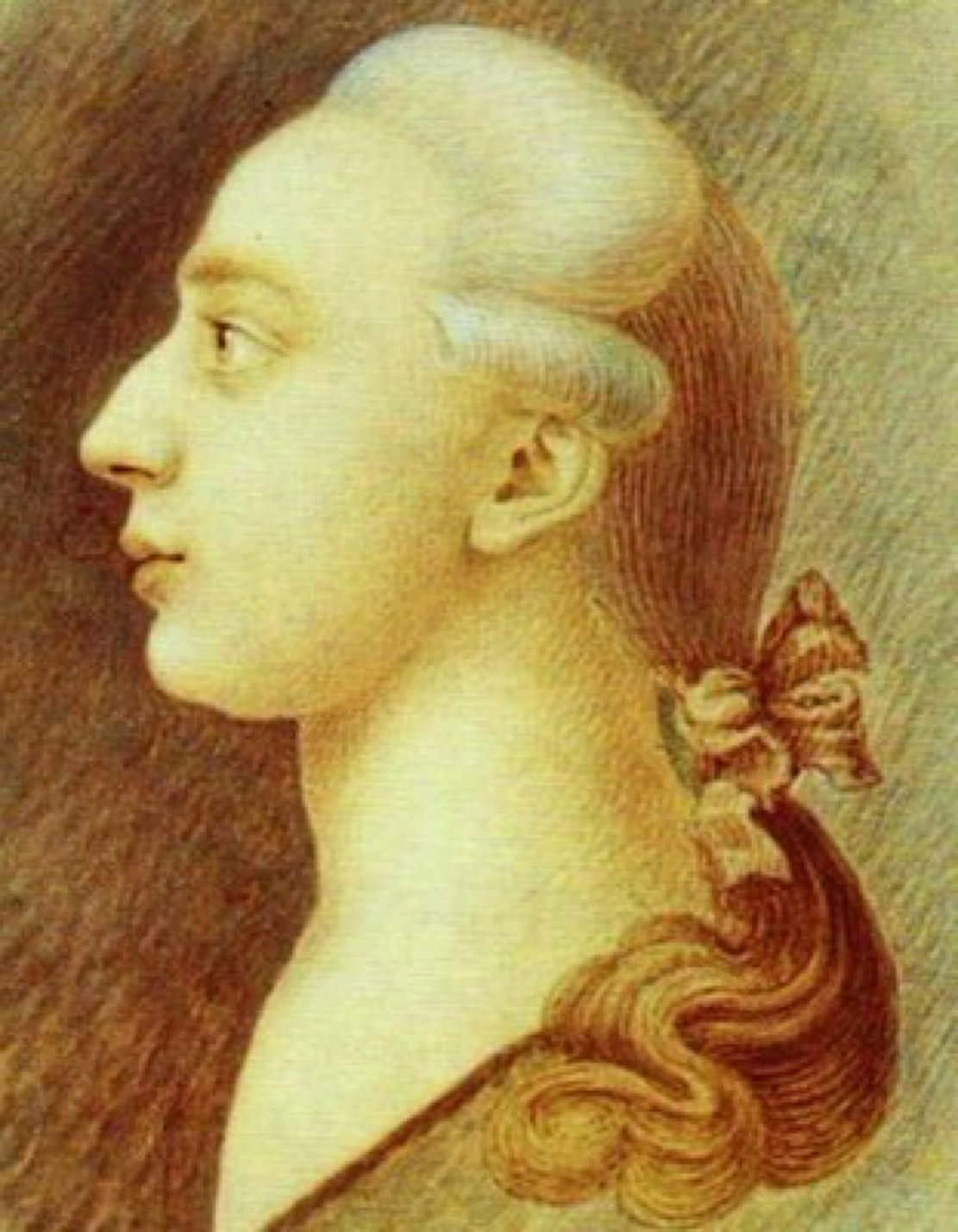
Giacomo Casanova

L'epitaffio ritorna nelle Memorie di Casanova, che lo attribuisce al suo Mentore: pur riconoscendone correttamente l'origine greca e non latina, egli, tuttavia, lo indica erroneamente come traduzione di due versi di Euripide. Notare peraltro la variazione del secondo verso, nel primo emistichio (Nil mihi vobiscum est) del pentametro, che meno si discosta in tal modo dall'originale dell'Antologia Palatina:
(Giacomo Casanova, Memoires, Tome IV - Chapitre 9)

#### L'approdo esistenziale di Gil Blas de Santillana

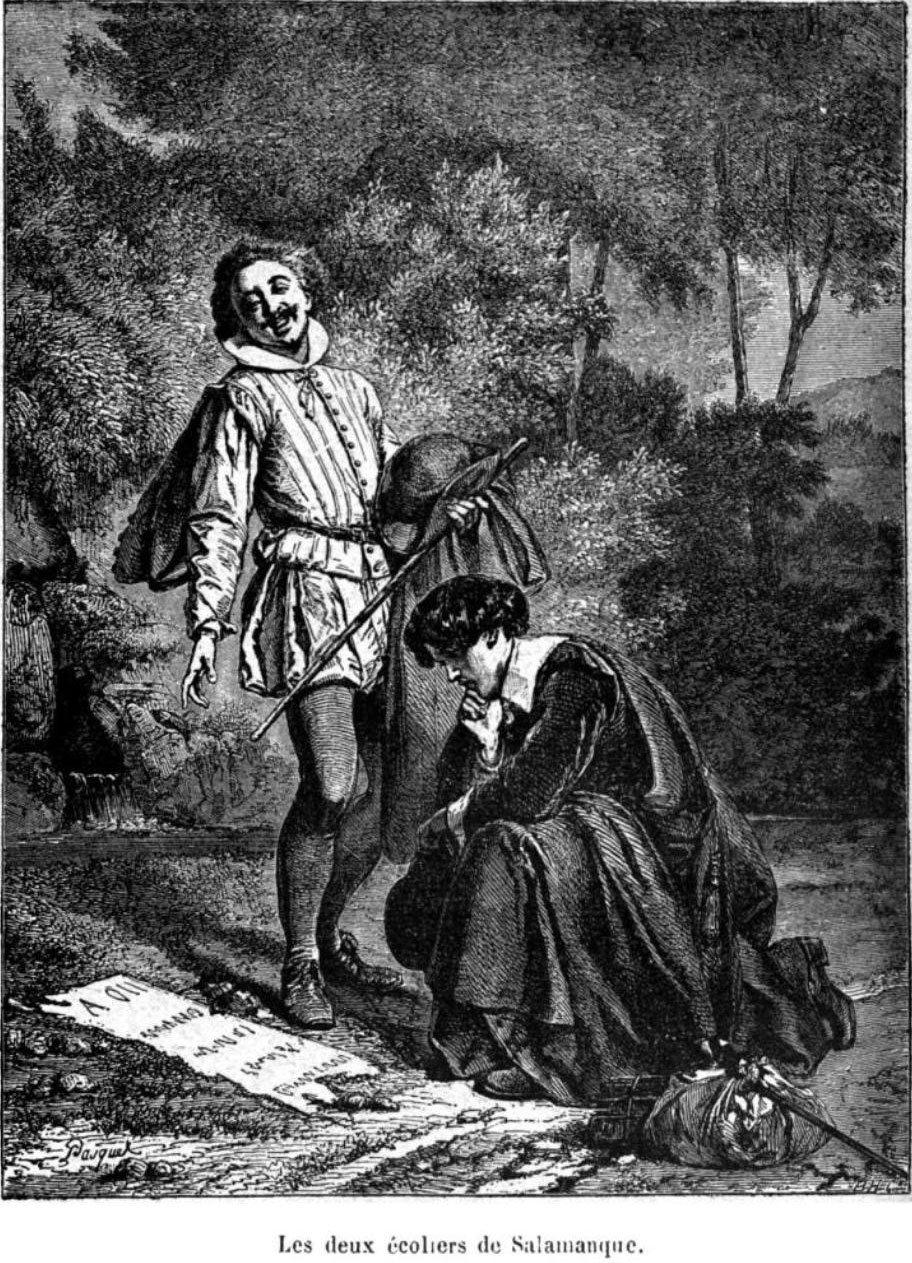
Illustrazione dal Gil Blas, di Lesage

Ma la maggior fortuna di questo episodio letterario si deve alla sua ricezione nel romanzo picaresco Storia di Gil Blas di Santillana, il capolavoro composto da Alain-René Lesage tra il 1713 e il 1747.
Gil Blas, eroe picaresco, giunge al termine del suo avventuroso vagabondare e intravede finalmente per sé una prospettiva di pace nel castello di Llíria. Per questo motivo, fa incidere sulla porta, in lettere latine d'oro, proprio il celebre epitaffio:

Inveni portum Spes et Fortuna valete sat(is) me lusistis ludite nunc alios

### Ottocento

#### Lord Byron
Nel 1817, in una corrispondenza diretta da Venezia a Thomas Moore, Lord Byron ne prende spunto per riferirsi alle abitudini di vita di un comune conoscente, attraverso un equivoco sul doppio senso tra portum, inteso come rifugio, e vino Porto, in un'allusione all'indulgere del personaggio al consumo di quella bevanda alcolica:
(Letters and journals of Lord Byron: with notices of his life)

#### Il rifugio di Henry Peter Brougham, "scopritore" di Cannes
Il distico, sempre nella forma latina, fu fatto incidere da Henry Peter Brougham, primo Barone di Brougham e Vaux, nella sua villa-rifugio di Cannes, in quello che al tempo era solo un borgo provenzale di pescatori, ma che, proprio grazie alla "scoperta" da parte di Brougham, si sarebbe trasformato nel tempo in una ricercata ed esclusiva meta turistica.

#### Giardini botanici Hanbury a Ventimiglia

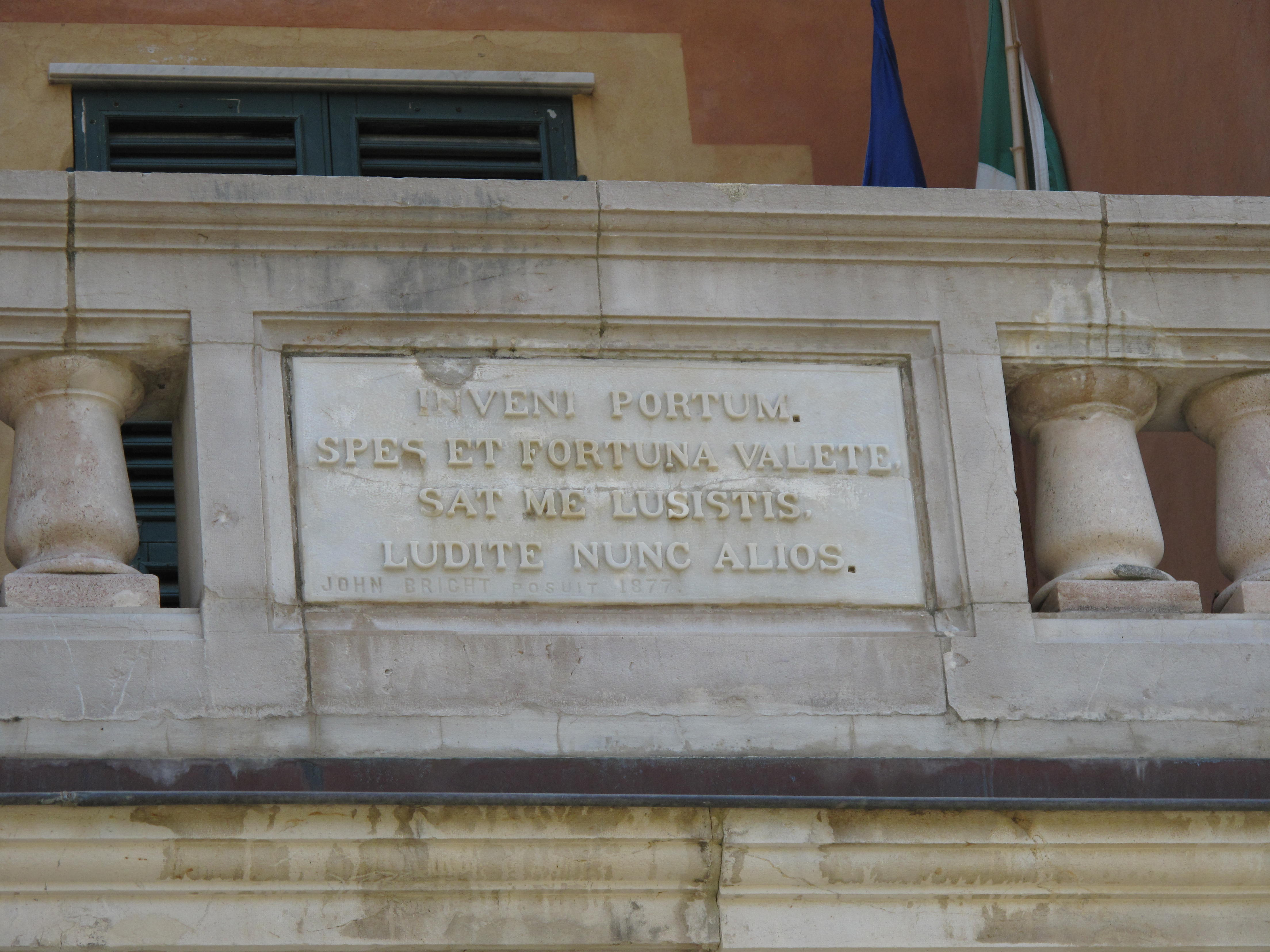
L'iscrizione ai Giardini Hanbury

L'epitaffio è riportato per intero, con lettere a rilievo e in bell'evidenza, in una placca murata sull'arco del porticato dell'entrata principale dei Giardini botanici Hanbury che Sir Thomas Hanbury (1832-1907), viaggiatore e filantropo inglese, volle realizzare al promontorio della Mortola, sulla costa ligure della Riviera di Ponente, presso Ventimiglia.
In calce, l'iscrizione riporta anche, ma con lettere incise, la frase latina john bright posuit 1877, con cui si ricorda chi fece apporre nel 1877 la lapide sull'ingresso della villa, il celebre uomo di stato inglese, di idee radicali e liberali, John Bright  (1811 – 1889).

#### Palazzo De Angelis a Castellabate

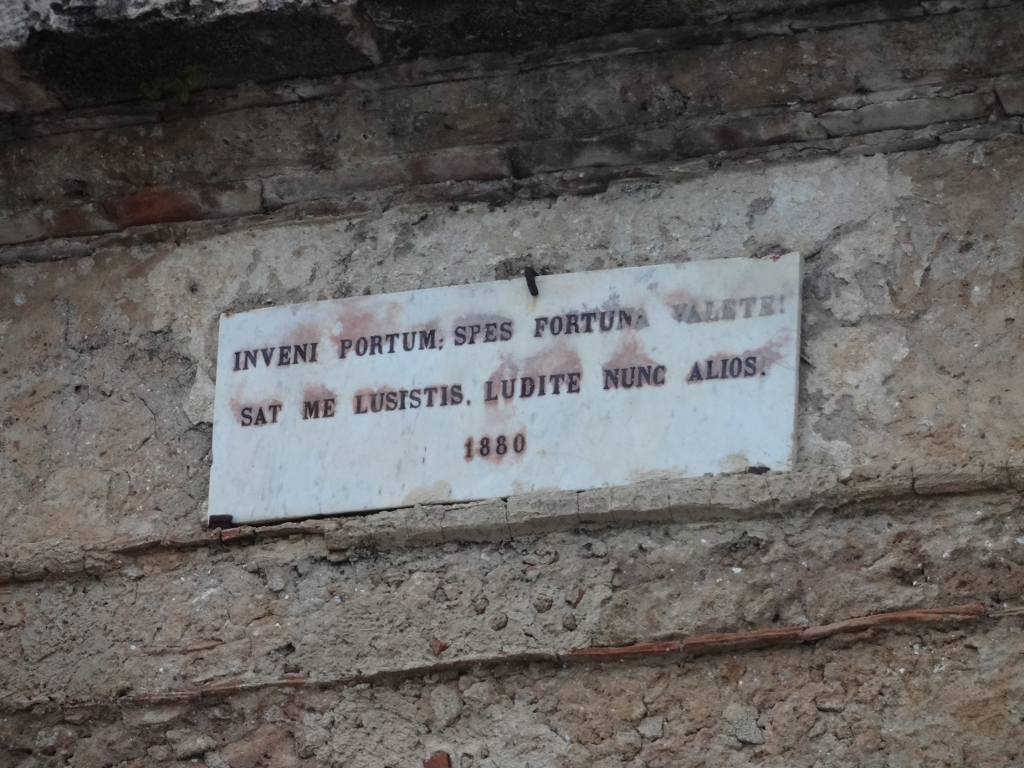
Epigrafe di palazzo De Angelis

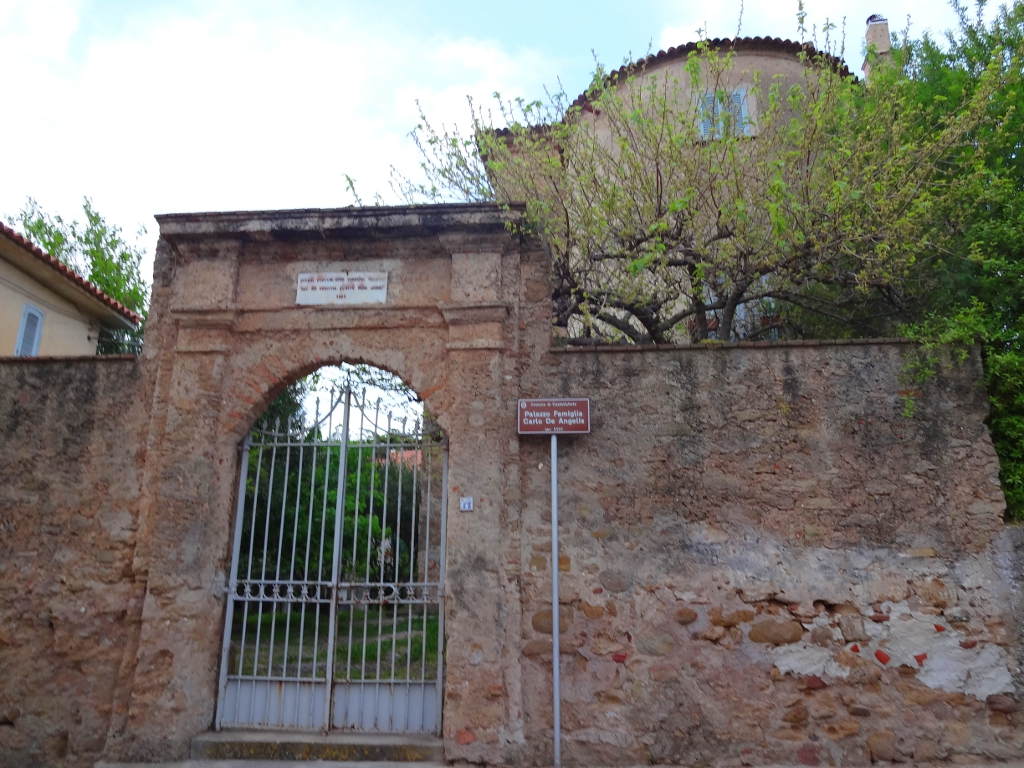
Palazzo De Angelis

La frase campeggia in un'epigrafe che sovrasta l'arco d'ingresso del palazzo nobiliare de Angelis a San Marco di Castellabate.
L'iscrizione fu apposta nel 1880, come si legge dalla data incisa in calce al testo che, disposto su due righe, così recita: inveni portum. spes fortuna valete! / sat me lusistis. ludite nunc alios.

#### Bernardo Guimarães
La prima frase dell'epitaffio si ritrova citata nel libro Poesias novas di Bernardo Guimarães, poeta e scrittore brasiliano di Ouro Preto . In forma lievemente modificata, vi appare con lo slittamento semantico indotto dalla sostituzione di spes (speranza) con sors (sorte, destino). La frase è usata come invocazione collocata prima dell'incipit della poesia O meu valle, composta nell'agosto 1869 e dedicata all'amico e politico Ovídio João Paulo de Andrade.

### Novecento

#### Ilbuen retirovesuviano di Enrico de Nicola
Le prime due parole, "inveni / portum", furono fatte apporre da Enrico De Nicola, primo Presidente della Repubblica Italiana, sui due pilastri di ingresso della piccola villetta liberty a due piani di Torre del Greco, progettata da Michele Platania, affacciata sul Tirreno dalle falde del Vesuvio, della quale lui, napoletano, aveva fatto il suo buon retiro.

#### Una «sottile» citazione cinematografica:The Fall of the Roman Empiredi Anthony Mann
La prima frase del distico latino fa la sua apparizione in alcuni fotogrammi di una realizzazione cinematografica del 1964, The Fall of the Roman Empire (La caduta dell'impero romano) di Anthony Mann, che si avvaleva di un cast di interpreti di prima grandezza e che presenta peraltro caratteri alquanto sui generis nell'ambito del genere peplum. I due scenografi, Veniero Colasanti e John Moore, se ne servono per una «sottile» citazione cinematografica, il cui icastico significato, grazie a un preciso accostamento di immagini, sottende un'amara ironia, percepibile solo a quei pochissimi e avvertiti spettatori in grado di coglierla. Nella seconda parte del film, infatti, il personaggio Timonide (interpretato da James Mason) fa ritorno a Roma dalla Germania, portando al proprio séguito alcuni dei Germani pacificati. Giunto alle porte del pomerium, apostrofa il popolo romano con queste parole: «What we have done here could be done the whole world over» («Quello che abbiamo fatto qui potrebbe esser fatto sul mondo intero»). Ma a questa prospettiva universalistica della pax romana, auspicata con solennità dal proclama di Timonide, fa da contraltare un'iscrizione latina mostrata sullo schermo che, incisa su una specie di altare o sacello, scandisce su tre linee proprio l'icastico e amaro primo verso del famoso epitaffio: INVENI PORTUM / SPES ET FORTVNA / VALETE. Potrebbe essere stato proprio il citato sarcofago di Francesco Pucci nella Chiesa di Sant'Onofrio al Gianicolo a essere fonte d'ispirazione per la scenografia di Colasanti e Moore.